# Rocky Bushiri
Rocky Bushiri, né le 30 novembre 1999 à Duffel en Belgique, est un footballeur international congolais qui joue au poste de défenseur au Hibernian FC. Il possède également la nationalité belge,.

## Biographie

### En club
Le 2 juillet 2019, Norwich City annonce l'arrivée de Bushiri pour quatre saisons à partir du 8 juillet 2019. Il débutera avec l'équipe des moins de 23 ans.
Le 1er août 2019, il est prêté à Blackpool.
Le 10 janvier 2022, il est prêté à Hibernian qui le recrute de manière définitive à l'issue de la saison.

### En sélections nationales

#### Avec la République démocratique du Congo
Le 27 décembre 2023, il est retenu dans la liste des vingt-quatre joueurs congolais sélectionnés par Sébastien Desabre pour disputer la Coupe d'Afrique des nations 2023.
Il n'a pas fait ces début pour cette première convocation en raison des problèmes administratifs. Ce problème étant réglé, il a pu jouer avec l'équipe nationale dans un match opposant la République Démocratique du Congo au Soudan du Sud.

## Statistiques

### En club
| Saison                | Club                  | Championnat           | Championnat | Championnat | Championnat | Coupe nationale | Coupe nationale | Coupe nationale | Coupe de la Ligue | Coupe de la Ligue | Coupe de la Ligue | Compétition(s) continentale(s) | Compétition(s) continentale(s) | Compétition(s) continentale(s) | Compétition(s) continentale(s) | Autres compétitions | Autres compétitions | Autres compétitions | Autres compétitions | Total | Total | Total |
| Saison                | Club                  | Division              | M.          | B.          | P.d.        | M.              | B.              | P.d.            | M.                | B.                | P.d.              | Comp.                          | M.                             | B.                             | P.d.                           | Comp.               | M.                  | B.                  | P.d.                | M.    | B.    | P.d.  |
| 2017-2018             | KV Ostende            | Division 1A           | 2           | 0           | 0           | -               | -               | -               | -                 | -                 | -                 | -                              | -                              | -                              | -                              | PO2                 | 6                   | 0                   | 0                   | 8     | 0     | 0     |
| 2018-2019             | KAS Eupen (prêt)      | Division 1A           | 23          | 0           | 0           | 2               | 1               | 0               | -                 | -                 | -                 | -                              | -                              | -                              | -                              | PO2                 | 8                   | 0                   | 0                   | 33    | 1     | 0     |
| 2019-2020             | Blackpool FC (prêt)   | League One            | 4           | 0           | 0           | -               | -               | -               | 1                 | 0                 | 0                 | -                              | -                              | -                              | -                              | EFL                 | 2                   | 1                   | 0                   | 7     | 1     | 0     |
| 2019-2020             | Saint-Trond VV (prêt) | Division 1A           | 7           | 0           | 0           | -               | -               | -               | -                 | -                 | -                 | -                              | -                              | -                              | -                              | -                   | -                   | -                   | -                   | 7     | 0     | 0     |
| 2020-2021             | KV Malines (prêt)     | Division 1A           | 6           | 0           | 0           | -               | -               | -               | -                 | -                 | -                 | -                              | -                              | -                              | -                              | PO2                 | -                   | -                   | -                   | 6     | 0     | 0     |
| 2020-2021             | KAS Eupen (prêt)      | Division 1A           | 1           | 0           | 0           | 2               | 1               | 0               | -                 | -                 | -                 | -                              | -                              | -                              | -                              | -                   | -                   | -                   | -                   | 3     | 1     | 0     |
| 2021-2022             | Hibernian FC (prêt)   | Scottish Premiership  | 12          | 0           | 0           | 1               | 0               | 0               | -                 | -                 | -                 | -                              | -                              | -                              | -                              | PO                  | 2                   | 0                   | 0                   | 15    | 0     | 0     |
| 2022-2023             | Hibernian FC          | Scottish Premiership  | 14          | 0           | 0           | 1               | 0               | 0               | 4                 | 0                 | 0                 | -                              | -                              | -                              | -                              | PO                  | 1                   | 0                   | 0                   | 20    | 0     | 0     |
| 2023-2024             | Hibernian FC          | Scottish Premiership  | 22          | 0           | 0           | 1               | 0               | 0               | 2                 | 0                 | 0                 | C4                             | 5                              | 0                              | 0                              | PO                  | 5                   | 0                   | 0                   | 35    | 0     | 0     |
| 2024-2025             | Hibernian FC          | Scottish Premiership  | 23          | 3           | 1           | 3               | 1               | 0               | 4                 | 0                 | 0                 | -                              | -                              | -                              | -                              | PO                  | 5                   | 0                   | 0                   | 35    | 4     | 1     |
| 2025-2026             | Hibernian FC          | Scottish Premiership  | 2           | 1           | 0           | -               | -               | -               | 0                 | 0                 | 0                 | C3+C4                          | 2+2                            | 1+0                            | 0+0                            | -                   | -                   | -                   | -                   | 6     | 2     | 0     |
| Sous-total            | Sous-total            | Sous-total            | 73          | 4           | 1           | 6               | 1               | 0               | 10                | 0                 | 0                 | -                              | 9                              | 1                              | 0                              | -                   | 13                  | 0                   | 0                   | 111   | 6     | 1     |
| Total sur la carrière | Total sur la carrière | Total sur la carrière | 116         | 4           | 1           | 10              | 3               | 0               | 11                | 0                 | 0                 | -                              | 9                              | 1                              | 0                              | -                   | 29                  | 1                   | 0                   | 175   | 9     | 1     |

### En sélections nationales
| Saison                | Sélection             | Phases finales        | Phases finales | Phases finales | Phases finales | Éliminatoires CDM | Éliminatoires CDM | Éliminatoires CDM | Éliminatoires CAN | Éliminatoires CAN | Éliminatoires CAN | Matchs amicaux | Matchs amicaux | Matchs amicaux | Total | Total | Total |
| Saison                | Sélection             | Compétition           | M              | B              | Pd             | M                 | B                 | Pd                | M                 | B                 | Pd                | M              | B              | Pd             | M     | B     | Pd    |
| --------------------- | --------------------- | --------------------- | -------------- | -------------- | -------------- | ----------------- | ----------------- | ----------------- | ----------------- | ----------------- | ----------------- | -------------- | -------------- | -------------- | ----- | ----- | ----- |
| 2023-2024             | RD Congo              | -                     | -              | -              | -              | -                 | -                 | -                 | -                 | -                 | -                 | 2              | 0              | 0              | 2     | 0     | 0     |
| 2024-2025             | RD Congo              | -                     | -              | -              | -              | 1                 | 0                 | 0                 | -                 | -                 | -                 | 1              | 0              | 0              | 2     | 0     | 0     |
| Total sur la carrière | Total sur la carrière | Total sur la carrière | -              | -              | -              | 1                 | 0                 | 0                 | -                 | -                 | -                 | 3              | 0              | 0              | 4     | 0     | 0     |

### Matchs internationaux
| Matchs internationaux de Rocky Bushiri, | Matchs internationaux de Rocky Bushiri, | Matchs internationaux de Rocky Bushiri,                       | Matchs internationaux de Rocky Bushiri, | Matchs internationaux de Rocky Bushiri, | Matchs internationaux de Rocky Bushiri, | Matchs internationaux de Rocky Bushiri, | Matchs internationaux de Rocky Bushiri, |
| #                                       | Date                                    | Lieu                                                          | Adversaire                              | Résultat                                | Compétition                             | Club                                    | Notes                                   |
| --------------------------------------- | --------------------------------------- | ------------------------------------------------------------- | --------------------------------------- | --------------------------------------- | --------------------------------------- | --------------------------------------- | --------------------------------------- |
| 1                                       | 12 septembre 2023                       | Stade Moses-Mabhida, Durban, Afrique du Sud                   | Afrique du Sud                          | D 0 - 1                                 | Match amical                            | Hibernian FC                            | Titulaire.                              |
| 2                                       | 10 janvier 2024                         | Baniyas Stadium (en), Abou Dabi, Émirats arabes unis          | Burkina Faso                            | D 1 - 2                                 | Match amical                            | Hibernian FC                            | Titulaire.                              |
| 3                                       | 21 mars 2025                            | Stade des Martyrs, Kinshasa, République démocratique du Congo | Soudan du Sud                           | V 1 - 0                                 | Éliminatoires de la Coupe du monde 2026 | Hibernian FC                            | Titulaire.                              |
| 4                                       | 8 juin 2025                             | Stade de la Source, Orléans, France                           | Madagascar                              | V 3 - 1                                 | Match amical                            | Hibernian FC                            | Titulaire.                              |